# Sister Souljah

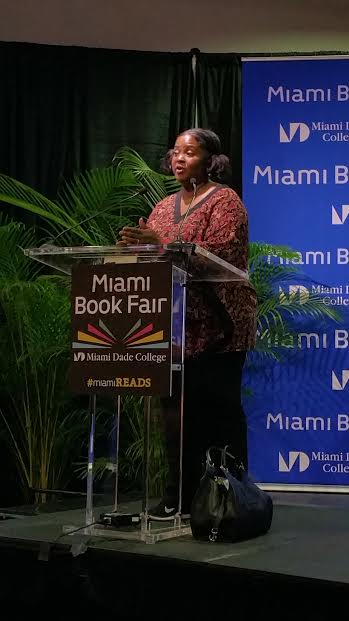
Sister Souljah, Miami Book Fair, 2015

Sister Souljah (* 1964 in New York als Lisa Williamson) ist eine amerikanische Autorin, Rapperin und Aktivistin.
Mediale Aufmerksamkeit erregte sie durch den nach ihr benannten Sister-Souljah-Moment bei der Präsidentschaftswahl in den Vereinigten Staaten 1992. Der Begriff bezeichnet eine Äußerung oder Situation, in der Politiker (damals Bill Clinton) sich von extremistischen Anhängern und Interessengruppen der eigenen Partei (inklusive Souljah) distanzieren und so für den Mainstream tauglich machen.

## Leben und Werk
Mit zehn Jahren zog ihre Familie in die Vorstadt von Englewood, New Jersey um. Sie besuchte die Dwight Morrow High School und war unter anderem als Praktikantin im House of Representatives tätig. Souljah erhielt verschiedene Preise und ein Stipendium in ihren Schuljahren. Sie studierte an der Rutgers University und schloss mit einem Major in Geschichte der Vereinigten Staaten  und African Studies ab.
1995 veröffentlichte Souljah mit No Disrespect erste Memoiren. The Coldest Winter Ever ist ein 1999 veröffentlichter Roman. Das 2008 erschienene Sequel Midnight: A Gangster Love Story sowie Midnight and the Meaning of Love (2011) kamen auf die Bestsellerliste der New York Times. A Deeper Love Inside: the Porsche Santiaga Story und A Moment of Silence: Midnight III waren ebenso Bestseller. Einige ihrer Bücher sind besonders bei Strafgefangenen beliebt. Anspielungen auf ihr Werk finden sich unter anderem in der Netflixserie Orange Is the New Black.
Sie ist verheiratet und hat einen Sohn.

## Diskografie
Alben
- 360 Degrees of Power (1992; Epic)

Singles
- The Hate That Hate Produced (1991; Epic)
- The Final Solution: Slavery’s Back in Effect (1991; Epic)
- Killing Me Solfly; Deadly Code of Silence (1992; Epic)

## Bibliografie
- No Disrespect (1995)
- The Coldest Winter Ever (1999)
  - deutsche Übersetzung: Der kälteste Winter aller Zeiten (2001)
- Midnight: A Gangster Love Story (2008)
- Midnight and the Meaning of Love (2011)
- A Deeper Love Inside: the Porsche Santiaga Story (2013)
- A Moment of SIilence: Midnight III (2015)